# Ngulu (atollo)
Ngulu è un atollo delle Isole Caroline. Amministrativamente è una municipalità del distretto delle isole esterne di Yap, di Yap, uno degli Stati Federati di Micronesia. Ha una superficie di 1 km² e 26 abitanti (Census 2008).